# André-Louis Danjon
André-Louis Danjon (Caen, 6 d'abril de 1890 – Suresnes, 21 d'abril de 1967) fou un astrònom francès conegut per desenvolupar un mètode per mesurar la brillantor de la Terra sobre la Lluna.

## Investigació
Danjon fou director de l'Observatori d'Estrasburg del 1929 al 1945 i de l'Observatori de París del 1945 fins al 1963. Danjon desenvolupà un mètode per mesurar la brillantor de la Terra (és a dir, la llum reflectida per la Terra que il·lumina la zona fosca de la Lluna) emprant un telescopi en el que un prisma dividia la imatge de la Lluna en dues imatges idèntiques, una al costat de l'altra. Ajustant un diafragma enfosquia una de les imatges fins que la part il·luminada pel Sol d'aquesta imatge tenia la mateixa brillantor aparent que la part il·luminada per la Terra en la imatge sense enfosquir. D'aquesta forma, a partir de l'ajustament fet al diafragma podia obtenir una mesura real de la brillantor de la Terra. Enregistrà mesures emprant aquest mètode (ara conegut com l'escala Danjon i utilitzat en la mesura de brillantor lunar en eclipsis lunars) des del 1925 fins a 1950. A ell, també, s'és deguda la definició d'any tròpic.

## Distincions

### Premis
- Medalla d'or de la Real Societat Astronòmica: 1958

### Epònims
- ràter d'impacte lunar Danjon
- Asteroide Danjon: 1594